# Kisprázsmár
Kisprázsmár (románul: Toarcla, németül: Tarteln) falu Romániában, Brassó megye nyugati határán. Közigazgatásilag Nagysink községhez tartozik. Erdélyi szászok telepítették a középkorban, a 19–20. századok folyamán vegyes román–német lakossága volt, azonban a falu elszigeteltsége miatt az emberek nagy része a 20. század végéig elvándorolt. Látványossága a központban álló, impozáns tornyú kisprázsmári erődtemplom.

## Fekvése
Brassó megye nyugati határán fekszik. A községközponttól, Nagysinktől légvonalban 5, úton 9 kilométerre nyugatra fekszik, Brassó megyeszékhelytől pedig 75 (úton 100) kilométerre északnyugatra. Brulyával, Mártonheggyel és Gerdállyal együtt alkotja az úgynevezett Kampestwänkelnek (káposztasarok) nevezett területet, amely ismert volt zöldségterméséről.
A Hortobágy-hegység területén, a Brulya-patak (Valea Bruiului) mentén helyezkedik el. Éghajlata átmenetet képez a zordabb Olt-környéki és az enyhébb küküllőmenti klíma között. Az uralkodó légáramlatok északnyugati irányból érkeznek. Az éves átlaghőmérséklet 8,8 °C, az átlagos éves csapadékmennyiség 600–650 mm.

## Története
Központjában kétezer éves géta sírokat tártak fel, vagyis a környék az i. sz. 1. század körül már lakott volt. A falu a 12–13. század során települt, templomának építése a stílusjegyek alapján a 13. század elejére tehető. Első okleveles említése 1329-ből származik (Tartlaw), mikor Benherus kisprázsmári geréb, Nagysinkszék királybírója más gerébekkel együtt malomvásárlást hitelesít Prépostfalván. A pápai tizedjegyzékben Nycolaus de Tharcla plébánosát említik.
1494-ben a falu leég. 1500 körül Kisprázsmár nagysinkszéki szabadfalu, 46 gazda, öt pásztor és két szegényember lakta. A faluban iskola működött, és két üres házat is felírtak. 1509-ben a nagyszebeni tanács képviselői és a vajda egy nemesember meggyilkolásáról tárgyaltak, amelyet Kisprázsmár lakói követtek el. 1532-ben 46 háztartást jegyeztek fel. 1549-ben és 1552–1554 között a falu adókedvezményt kapott tűzvészek utáni újjáépítéshez. 1719-ben 36 ember halt meg pestisben.
A trianoni békeszerződés előtt Nagy-Küküllő vármegye Nagysinki járásához tartozott, a román hatalomátvétel után Fogaras megye majd Sztálin régió, 1968 óta Brassó megye része. Lakossága a 19. század végétől a 20. század közepéig 800-900 körül mozgott, román többséggel; ezután hanyatlani kezdett. A 21. század elején a népesség 300-350 volt, a szászok kivándoroltak.

## Leírása
A 21. század elejére lakosságának nagy részét elveszítette; az erődtemplom és a legtöbb ház elhanyagolt állapotba került. A faluba vezető országutat 2020-ban aszfaltozták le első alkalommal.
A falu központjában, a főutca nyugati során áll a román stílusú, háromhajós kisprázsmári erődtemplom. A 13. században emelték a szászok, a 16. században erődítették és sokszögletű, két védőtornyos várfalat építettek köréje, melyet azonban mára lebontottak. Erődített, masszív harangtornya a nyugati oldalon van, bélletes kapuja hat kapuzatos. Az egyik védőtorony alapjára építették fel a falu iskoláját. Miután a falu elveszítette szász lakosságát, a templom is elhagyatottan, zárva áll. A szász erődtemplomon kívül két román ortodox templom is van a faluban.